# عشم
عشم أو مدينة عشم الأثرية أو مخلاف عشم، إحدى قرى محافظة القنفذة في المملكة العربية السعودية، وهي أثرية تقع على طريق الحج القديم الذي يربط جنوب الجزيرة العربية بمكة المكرمة على امتداد ساحل البحر الأحمر، وهي تبعد عن مركز ناوان بالمظيلف شرقا ما يقارب 15 كيلومتر، وتبعد عن محافظة قلوة من جهة الغرب ما يقارب 8 كيلومترات، ومخلاف عشم له صلة بقريتي الخلف والخليف بمحافظة قلوة من حيث سمات الخطوط والنقوش المورقة وغير المنقوطة والتوافق التاريخي، ومدينة عشم الأثرية التي تطمرها الرمال اليوم كانت معمورة قبل الإسلام واشتهرت بوجود المعادن.

## التاريخ
عرفت مدينة عشم الأثرية منذ عصر ما قبل الإسلام وحتى القرن الخامس هجري . 

## التسمية في اللغة
من معاني العشم في اللغة الخبز اليابس، وعشم محركة: أي يابس أو فاسد، وعشم عشماً وتعشم: أي يبس، وشجرة أعشم: أصابته الهبوة فيبس، وأرض عشماء: بها شجر أعشم، والصلة وثيقة بين الأرض العشماء وطبيعة الوسط الجغرافي الذي قامت فيه هذه القرية الأثرية، حيث تبرز فيها السمات الآتية:
- ندرة وجود الأشجار الكبيرة وكثرتها في الأودية المجاورة كوادي قرماء وناوان ويخاصةً أشجار السدر
- انحصار أغلب النباتات في الشجيرات الرعوية
- غلبة الطابع الصحراوي مما أدى إلى شيوع الجفاف
- انعدام المياه السائحة التي تتوفر بكثرة في بعض الأودية القريبة.[2]

## مخلاف عشم

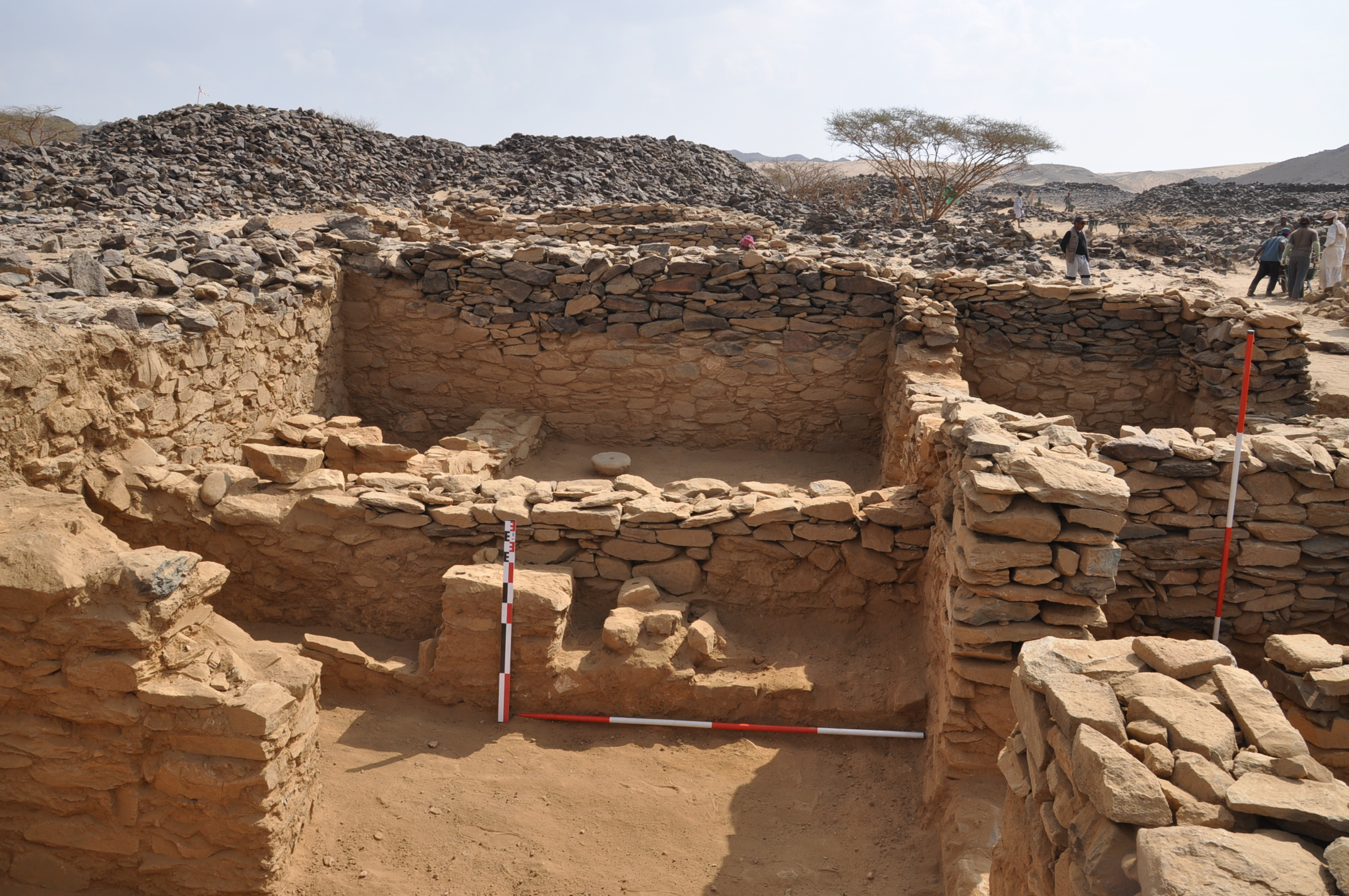
أساسات مسجد بني قبل 1000 عام في موقع عشم

أول من أشار إليها من هؤلاء الجغرافيين اليعقوبي المتوفى سنة 284، كما ذكرها ابن خرداذبة، والهمداني بأنها معدن ذهب، وذكرها كذلك المقدسي، البكري، الشريف الإدريسي وغيرهم، ومن أقوالهم يتضح أنها لم تكن مدينة أو بلدة عامرة فحسب بل كانت عاصمة لمخلاف من مخاليف مكة الجنوبية سمي باسمها مخلاف عشم وهو مطابق للواقع تماما.
كما ذكره الجغرافي أبو محمد الهمداني (280 هـ \ 893 - 336 هـ / 947)  مرتين: الأولى على انها محطة على درب الحج اليمني حيث قال في في كتاب صفة جزيرة العرب عند وصفه لطريق الحج اليمني:
| عشم | والمحجة القديمة ترتفع إلى حلي العليا …. ثم إلى عشم ثم على الليث ومركوب إلى يلملم | عشم |

والنص المهم الآخر أورده الهمداني في كتابه عن معادن جزيرة العرب حيث ذكر ان في عشم معدن ذهب مهم قال الهمداني:
| عشم | أما المعادن المعلومة فمعدن عشم من ارض كنانه ……..وذهبه احمر جيد يأتي رطله بعيار العلوي مائة دينار منطوقه وأربعة دنانير وهو جيد غزير | عشم |

أما ياقوت الحموي (574 هـ - 626 هـ) فقد ذكر عشم في كتابه معجم البلدان حيث قال:
| عشم | محمد بن سعيد العشمي وعشم قرية كانت بشامي تهامة مما يلي الجبل بناحية الحسبة وأهلها فيما أظن الأزد لأنها في أسافل جبالهم قريبة من ديار كنانة، وقال العشمي من شعراء اليمن قديم العصر في أيام الصليحي | عشم |

وقال الإدريسي في «نزهة المشتاق في اختراق الآفاق» عشم من مخاليف مكة:
| عشم | ولمكة مخاليف وهي الحصون فمنها بنجد الطائف ونجران وقرن المنازل والعقيق وعكاظ وليمة وتربة وبيشة وكتنه وجرش والسراة ومن حصونها بتهامة ضنكان والسرين والسفيه وغشم وبيش وعك | عشم |

## نظرة عامة
عشم هي مدينة أثرية ترقد تحت الكثبان الرملية، لم يبق من معالمها إلا بعض الركام الحجري لأطلال مبانيها وتتناثر القطع الفخارية للأواني والقطع الزجاجية الملونة لزخارف القباب والمصابيح والآنية على جنبات الطرق المجاورة لهذه المدينة، إضافة إلى العديد من الأصداف البحرية وأحجار الآجر والجص والمطاحن الحجرية المخصصة لطحن المرو والتعدين، ويتضح من مخلفاتها الأثرية أنها مدينة ازدهرت فيها الصناعة وتفوقت في مجمل المجالات الكيميائية المطبقة على أعمالهم التقنية المتحضرة المتمثلة في فصل الذهب عن النحاس والمعادن الأخرى واستخراج الزئبق من المرو واستخدامه وصناعة الزجاج المنتشر الملون من الرمال الزجاجية المحيطة بهذه المدينة الأثرية، كذلك السمات الخطية المنقوشة على شواهد المقابر والتي تشير إلى التقدم الثقافي والعلمي وكذلك التاريخي للسكان والتي يعود معظمها للقرن الهجري الأول، ويربطها بمكة المكرمة طريق الحج والتجارة القديم والذي كان يربط اليمن جنوباً بالحجاز ومكة شمالا، حيث كانت تقوم عبر هذا الشريط الساحلي رحلتا الشتاء والصيف.

## موقع عشم الأثري

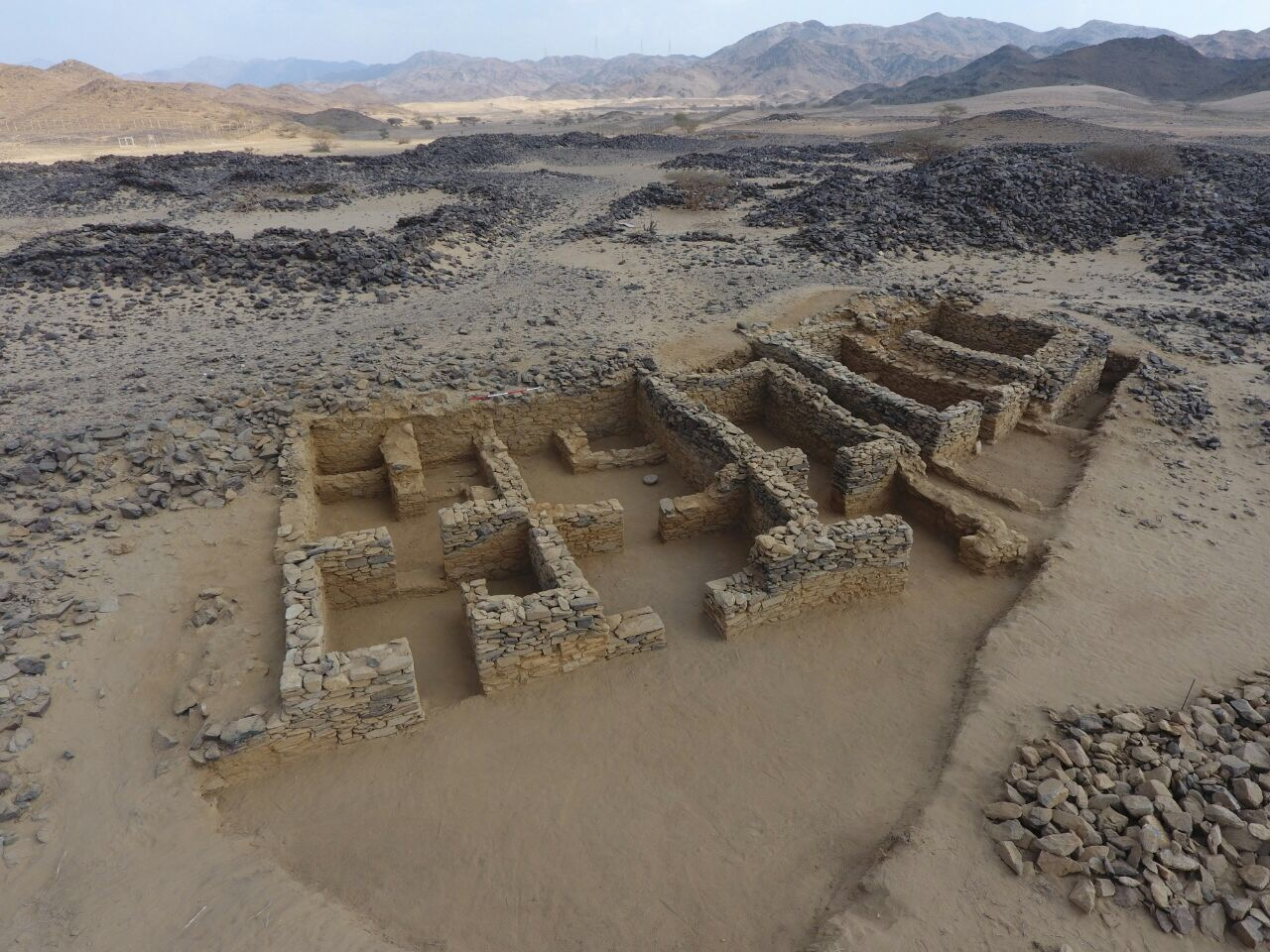
أساسات مسجد في موقع عشم الأثري

ومن خلال معاينة رمال عشم يوضح أنها تعد تربة زجاجية مقارنة بالعديد من المواقع العالمية الأخرى، كما أنها تؤكد هذه الرمال أن عشم غنية بالمعادن النفيسة ومن أهمها الألماس والذهب والنحاس، كما أنها منطقة متقدمة علميا لوجود الأفران المتخصصة لصناعة الزجاج الملون المنتشر , وقد وصفه الهمداني وصفًا يدل على أهميته منها أن (ذهبه أحمر جيد وغزير).
وقد عثر فريق علمي متخصص تابع لقطاع الآثار على أساسات مسجد جامع موقع عشم الأثري في إقليم تهامة غرب منطقة الباحة.
يعد هذا المسجد من المساجد المبكرة في جنوب الجزير العربية حيث يشتمل على حجر تأسيسي يشير إلى عمارته كانت في سنة 414هـ/ 1023م.
تشير اساسات المسجد الباقية انه كبير المساحة، وفي وسطه ساحة مكشوفة، وله مئذنة رباعية الشكل تقع أساساتها في الزاوية الجنوبية الشرقية منه ويظهر في منتصف الجدار الشمالي الشرقي للمسجد (جدار القبلة) تجويف لمحراب المسجد، بينما يشتمل الجداران الجنوبي والغربي على المدخلين للمسجد.
جميع حوائط وأساسات هذا المسجد مبنية من الحجر مغطاه بطبقة من اللياسة الطينية والجص وفي الأعمدة وأرضية المحراب.
ونتج عن أعمال الموسم الأول اكتشاف عدد من العناصر المعمارية المتمثلة في جدران ودعامات وكذلك مساطب في بعض الغرف، فضلا عن عدد من المعثورات الأثرية منها الفخارية والزجاجية والمعدنية، وكذلك العثور على كسر من الأواني الفخارية والزجاجة تمثلت في أجزاء من حواف وابدان وقواعد وتم العثور على فخار مزجج بألوان مختلفة وكذلك على أجزاء من الحجر الصابوني والتي تعود إلى الفترة الإسلامية المبكرة والوسيطة.

## صناعة المعادن
ومن خلال معاينة رمال عشم يوضح أنها تعد تربة زجاجية مقارنة بالعديد من المواقع العالمية الأخرى، كما أنها تؤكد هذه الرمال أن عشم غنية بالمعادن النفيسة ومن أهمها الألماس والذهب والنحاس، كما أنها منطقة متقدمة علميا لوجود الأفران المتخصصة لصناعة الزجاج الملون المنتشر في أرجائها، وبنيت بيوت عشم بالحجارة البركانية التي يغلب عليها اللون الأسود ورصفت الكتل الصخرية بعضها فوق بعض دون استخدام المونة، ويصل عدد بيوت القرية إلى حوالي مائة بيت بعضها يتكون من غرفة واحدة والبعض الآخر يتكون من غرف متعددة، ويوجد فيها مقبرة تقع شرق القرية القديمة تبلغ مساحتها 150 متر في 150 متر، حيث تم العثور على 26 شاهدا مكتوبا بالخط الكوفي بنوعيه الغائر والبارز، وعثر في عشم على أعداد كبيرة من الكسر الفخارية التي تعود لفترات ما قبل الإسلام وحتى القرن الخامس الهجري بعد الإسلام، إلا أن السيول جرفت القطع الفخارية وكذلك الزجاجية المنقوشة والملونة إلى خارج السياج الحديدي الذي يحيط بهذا الموقع، كما أن عظام الأموات في تلك المقابر الأثرية أصبحت خارج القبور بعد أن جرفتها السيول.